# Erepta stylodon
Erepta stylodon ist eine vom Aussterben bedrohte Landlungenschneckenart, die auf Mauritius vorkommt.

## Merkmale
Die Gehäusehöhe beträgt 8,1 bis 12,5 mm und der Gehäusedurchmesser 11,8 bis 18,5 mm. Das Gehäuse ist fast kegelförmig, robust und ungezähnt. Es gibt sechs Windungen. Die Skulptur, die auf dem Protoconch fehlt, besteht aus sehr feinen, gewundenen Spiralstreifen. Auf der Nabelkante des Peristoms befindet sich ein dicker, deutlicher, spiralförmiger Kallus. Der Rand der Gehäusemündung ist nicht umgeschlagen. Die Gehäusegrundfläche ist glänzend. Die Gehäusefärbung ist dunkelbraun mit einem breiten gelblich-braunen Band unterhalb der Peripherie. Die Fühler, der Kopf, der Körper und die Schwanzspitze sind schwarz. Die Fußbasis ist weiß.

## Status
Erepta stylodon steht seit 1996 in der Kategorie „vom Aussterben bedroht“ (critically endangered) in der Roten Liste der IUCN. Die Art ist extrem selten und wurde in der Literatur stets als selten bezeichnet. So notierte der französische Naturforscher Jean-Pierre Sylvestre de Grateloup im Jahr 1841: 

„Moka Distrikt und Vallée des Prètres, an wenig feuchten Orten, unter Felsen, nicht häufig.“

Arthur Morelet schrieb 1860: 

„Moka Distrikt, unter Felsen, auf der Inlandsseite des Le Pouce, in einem relativ kleinen Gebiet.“

 1958 unternahm das Mauritius Institute die letzte Sammlung von lebenden Exemplaren in den Bambou Ranges. Der letzte Fundort, wo noch lebende Exemplare existieren, ist ein 10 ha großes Areal am Montagne Brise Fer. Eine Hauptgefährdung geht vom Gift Brodifacoum aus, das bei der Bekämpfung von Nagetieren eingesetzt wird.